# Аксель (прыжок)

А́ксель (англ. Axel jump) — один из прыжков в фигурном катании, названный в честь норвежского фигуриста Акселя Паульсена, впервые исполнившего его в 1882 году. Аксель относится к группе рёберных прыжков и единственный исполняется с движения вперёд, в связи с чем при приземлении всегда получается дополнительная половина оборота. Таким образом, исполняя, например, двойной аксель, фигуристу необходимо прокрутиться в воздухе не два, а два с половиной раза. На всех соревнованиях, которые проводятся под эгидой Международного союза конькобежцев (ISU), двойной или тройной аксель обязателен к исполнению для фигуристов-одиночников как в короткой, так и в произвольной программах.
Тройной и четверной аксель относят к категории технических элементов повышенной сложности «ультра-си». Тройной аксель является более стандартным для мужского одиночного катания, в то время как в женском разряде самый распространённый аксель — двойной, при этом тройной выполняют лишь немногие фигуристки. Четверной аксель, в свою очередь, считается сложнейшим прыжком в фигурном катании. Успешно выполнить его на соревнованиях удалось лишь одному фигуристу в истории — американцу Илье Малинину.

## История

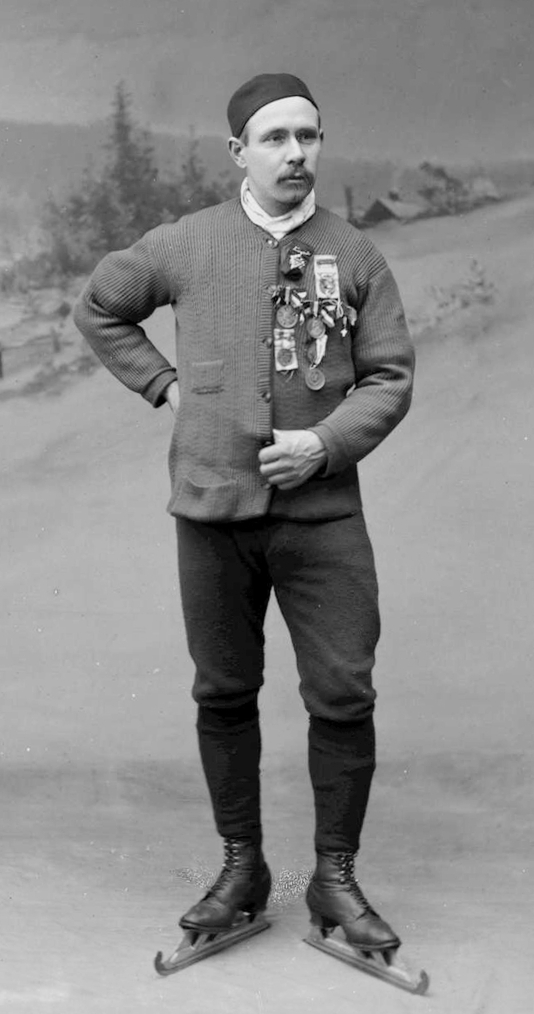
Аксель Паульсен — изобретатель одноимённого прыжка

Прыжок «аксель» был назван в честь норвежского фигуриста Акселя Паульсена, который впервые исполнил его на международном турнире по фигурному катанию в 1882 году, проходившем в Вене (Австрия), за десять лет до основания ISU. Упомянутый турнир принято считать первым международным соревнованием по фигурному катанию — в его рамках участники должны были исполнить 23 «обязательные фигуры», выступить с четырёхминутной произвольной программой, а также принять участие в этапе соревнования под названием «специальные фигуры», который позволял каждому участнику продемонстрировать свои наиболее совершенные навыки. В качестве своей специальной фигуры Паульсен представил инновационный прыжок — одинарный аксель в полтора оборота, при этом используя во время своего выступления коньки, предназначенные для конькобежного спорта. В итоге фигуристу удалось занять на соревновании третье место.   
Многие конькобежцы давно уже делали этот прыжок под названием «двойного испанского», но он никогда не выходил у них так, как следует; именно: 1) они делали его с большим напряжением и крайне безобразно и 2) опускались на обе ноги после одного поворота в воздухе, а недостающие пол-оборота довертывали на льду. Паульсен исполнял свой прыжок с хорошего хода, что производило сильное впечатление не столько искусством, как отчаянностью этой фигурыНиколай Панин-Коломенкин, 1910 г., 
До периода между двумя мировыми войнами прыжковые элементы не были основной составляющей фигурного катания: в XIX веке иногда их даже называли «уродливыми». Они воспринимались как практическая необходимость, чтобы преодолевать препятствия, часто встречающиеся на замёрзших водоёмах. Добавлять прыжки в произвольные программы начали в 1920-х годах, и к середине 1930-х все их виды, исполняемые сегодня, были описаны. Все прыжки, за исключением акселя, уже исполнялись как двойные. Дальнейшее развитие прыжковых элементов в эпоху после Второй мировой войны заключалось в добавлении оборотов к довоенным прыжкам, которые стали базовыми элементами в произвольных программах.   
Профессиональная немецкая фигуристка Шарлотта Эльшлегель стала первой женщиной, включившей аксель в одну из своих программ. Норвежская фигуристка Соня Хени в начале 1920-х годов впервые среди женщин исполнила аксель в рамках официальных соревнований. На Олимпиаде-1948 в Санкт-Морице (Швейцария) американский фигурист Дик Баттон стал первым, кому удалось исполнить двойной аксель. В женском же разряде двойной аксель впервые покорился американке Кэрол Хейсс в 1953 году.   

Спустя 30 лет после первого исполнения двойного акселя, на чемпионате мира 1978 года канадец Верн Тейлор выполнил тройной аксель. Несмотря на то, что прыжок был исполнен с ошибками при приземлении, представители ISU в конечном итоге всё же его засчитали. Среди женщин первой исполнила этот прыжок японка Мидори Ито на NHK Trophy 1988, международном турнире серии Гран-при по фигурному катанию.  

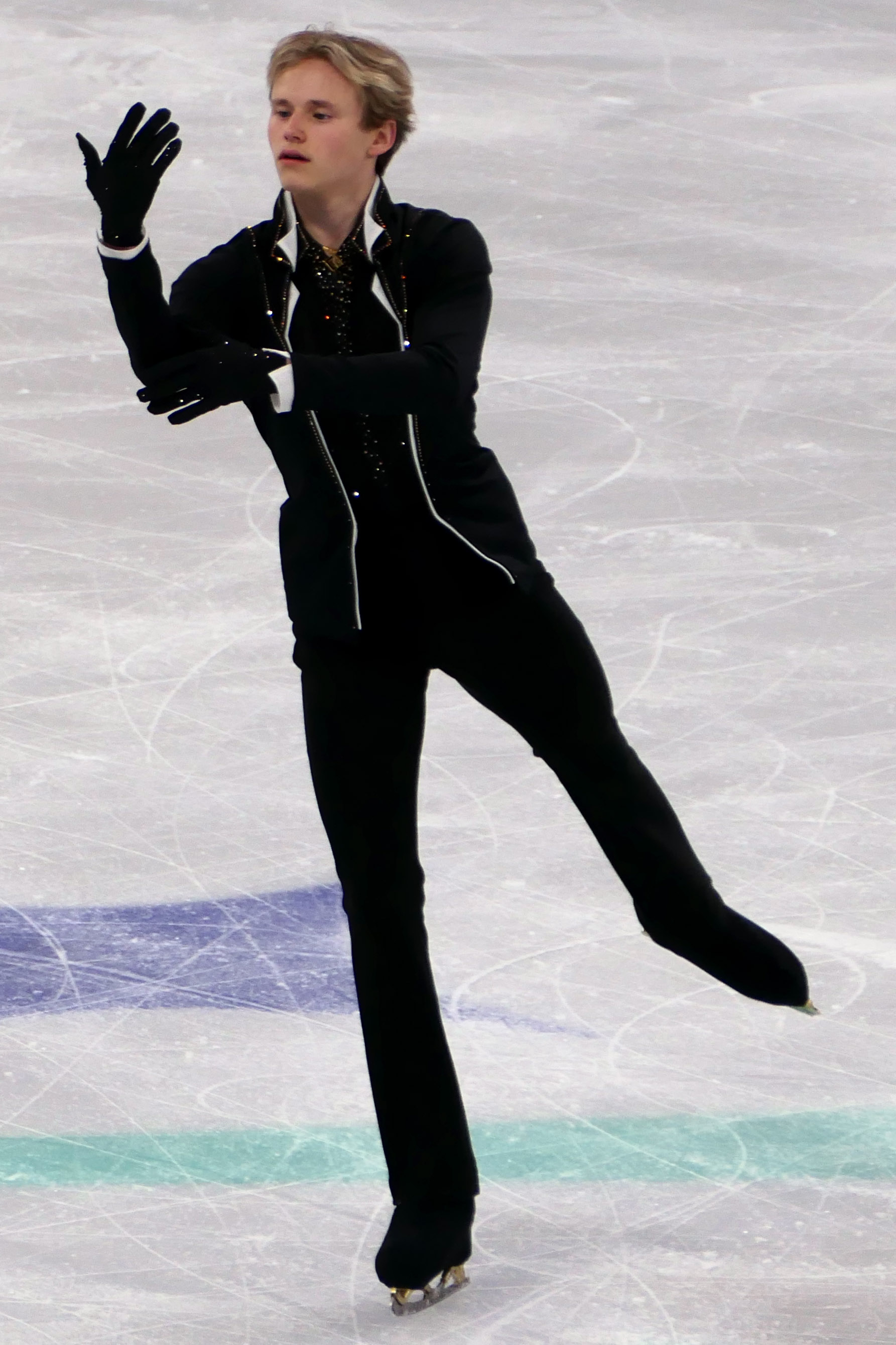
Илья Малинин — фигурист, впервые в истории исполнивший четверной аксель

Фигуристы, обладавшие высокой техникой исполнения прыжковых элементов, стали добавлять тройной аксель в свой прыжковый репертуар в качестве обычной его части уже в начале 1980-х годов. Однако, как отмечает писательница Ellyn Kestnbaum, лишь после ухода из спорта непревзойдённого фигуриста Скотта Хэмилтона, в 1984 году, иметь тройной аксель в своём арсенале стало фактически обязательным для получения медали в мужском одиночном катании на международных турнирах. По-настоящему виртуозной техникой тройного акселя владел канадец Брайан Орсер, который на протяжении многих лет оставался единственным фигуристом, исполнявшим его безукоризненно, а позже и вовсе стал ассоциироваться с этим прыжком и получил прозвище «Господин Тройной Аксель» (англ. Mr. Triple Axel). 
Начиная с 1990 года, каскад тройной аксель–тройной тулуп является основой для выигрышной короткой программы в мужском катании. По прошествии лет тройной аксель стал стандартным элементом в мужском разряде, в то время как среди женщин самый распространённый аксель — двойной, при этом тройной исполняют лишь немногие фигуристки. Существует вариация усложнения тройного акселя — исполнение прыжка с двумя поднятыми вверх руками. Таким образом элемент исполняла россиянка Камила Валиева. Тройной аксель относят к категории элементов повышенной сложности «ультра-си». 
Четверной аксель, как и тройной, также относится к элементам «ультра-си», однако именно его принято считать сложнейшим прыжком в фигурном катании. В отличие от других прыжков (флипа, риттбергера, лутца, сальхова и тулупа), аксель исполняется с переднего хода, вследствие чего при приземлении получается дополнительная половина оборота. Поэтому при выполнении четверного акселя задача фигуриста — прокрутиться в воздухе не четыре, а четыре с половиной раза, что фактически делает прыжок намного сложнее остальных, при этом риск травмирования становится колоссальным. Первую попытку исполнения четверного акселя в рамках международных соревнований предпринял россиянин Артур Дмитриев–младший на турнире Rostelecom Cup 2018. Фигуристу не удалось выполнить все вращения, на приземлении он упал, и в результате получил снижение базовой стоимости прыжка, а также штрафные баллы за падение.   
...При современном уровне развития физических качеств человека, при моей жизни четверной аксель чисто и хорошо не сделает никто. Чтобы перейти на этот качественно новый уровень, нужно взять конькобежные коньки, освободить пятку, чтобы они хлюпали, и тогда мировые рекорды взлетят в небеса. Вместо того чтобы прыгать в высоту ножницами или «перекидным», надо прыгать флосбери флоп. Нужна новая идея, новая методика — какова она, я не знаюАлексей Мишин, 2019 г., 
Следующим фигуристом, попытавшимся исполнить четверной аксель, стал японец Юдзуру Ханю. На соревнованиях он впервые зашёл на прыжок в произвольной программе национального чемпионата 2022 года. Спортсмен приземлил его на две ноги, при этом вращение, которое должно выполняться в воздухе, он завершил на льду. Техническая бригада при рассмотрении конкретного прыжка того или иного фигуриста может посчитать его «недокрученным», либо, если окажется, что было сделано одно полное вращение именно на льду, прыжок будет понижен в стоимости (что и произошло с четверным акселем Ханю). После чемпионата Японии последовала попытка исполнить элемент на Олимпиаде-2022 в Пекине, однако в этот раз фигурист допустил падение. Но, несмотря на это, прыжок всё же был засчитан как четверной аксель, хоть и с недокрутом в более чем 90°.
В сентябре 2022 года на международном турнире U.S. International Figure Skating Classic, входящем в серию «Челленджер», американец Илья Малинин стал первым фигуристом в истории, которому удалось чисто исполнить на соревнованиях полностью докрученный четверной аксель. За выполнение прыжка, в том числе остававшегося последним неисполненным четверным в фигурном катании, Илья Малинин был занесён в «Книгу рекордов Гиннеса». В финале серии Гран-при 2023/2024 фигурист впервые в истории исполнил четверной аксель в короткой программе. 
|                       | Дисциплина                | Исполнил(-а)    | Страна      | Соревнование                                    |
| --------------------- | ------------------------- | --------------- | ----------- | ----------------------------------------------- |
| Одинарный аксель (1A) | Мужское одиночное катание | Аксель Паульсен | Норвегия    | Международный турнир в Вене (Австрия), 1882 год |
| Одинарный аксель (1A) | Женское одиночное катание | Соня Хени       | Норвегия    | Не установлено                                  |
| Двойной аксель (2A)   | Мужское одиночное катание | Дик Баттон      | США         | Олимпийские игры 1948                           |
| Двойной аксель (2A)   | Женское одиночное катание | Кэрол Хейсс     | США         | Не установлено                                  |
| Тройной аксель (3A)   | Мужское одиночное катание | Верн Тейлор     | Канада      | Чемпионат мира 1978                             |
| Тройной аксель (3A)   | Женское одиночное катание | Мидори Ито      | Япония      | NHK Trophy 1988                                 |
| Четверной аксель (4A) | Мужское одиночное катание | Илья Малинин    | США         | U.S. International Figure Skating Classic 2022  |
| Четверной аксель (4A) | Женское одиночное катание | Не исполнен     | Не исполнен | Не исполнен                                     |

## Техника исполнения прыжка
Аксель относится к группе рёберных прыжков. Это означает, что при его исполнении фигурист отталкивается ото льда не зубцом конька, что происходит в случае с такими прыжками, как, к примеру, лутц или флип, а полным его ребром. Кроме того, аксель является единственным прыжком, на который фигурист заходит лицом вперёд. По этой же причине добавляются и дополнительные пол-оборота — так, например, тройной аксель требует от фигуриста 3,5 вращений в воздухе до приземления. Первым шагом к изучению акселя является освоение так называемого «перекидного» прыжка (англ. waltz jump), исполняемого в 0,5 оборота. Методически правильно рассматривать этот прыжок как аксель, но с поворотом на 180°. Более того, перекидной аналогичен акселю по способу отталкивания.
Выполнение акселя можно разделить на три следующие фазы:
1. Фаза захода на прыжок — завершается моментом отрыва ото льда;
2. Фаза «полёта» — фигурист выполняет вращения в воздухе;
3. Фаза приземления — начинается в момент касания льда лезвием конька и заканчивается, когда фигурист уверенно скользит назад на полном внешнем ребре конька, держа другую ногу в воздухе за спиной

Заход на прыжок выполняется с переднего внешнего ребра конька. Как отмечает доктор биомедицинских наук Анна Мазуркевич в своём исследовании, к наиболее важным моментам фазы захода на прыжок относится так называемая переходная зона (англ. transition zone), и сам момент отрыва. Исследование показало, что в переходной зоне наблюдались наиболее существенные различия в технике исполнения акселя — для выполнения большего количества оборотов в воздухе фигурист, принимавший участие в исследовании, слегка изменял технику в переходной зоне. Началом переходной зоны считается начало движения центра тяжести фигуриста вверх, что определяется появлением положительной вертикальной скорости. По данным исследования, с увеличением количества оборотов, которые должен был выполнить фигурист, вертикальная скорость уменьшалась. Кроме того, увеличивался угол отрыва ото льда — так, в случае с тройным акселем, его значение составило 52°, что указывает на более вертикальную траекторию «взлёта» по сравнению с одинарным и двойным акселем. Разница между значениями угла отрыва в случае с 1A и 3A составила более 36 %, что является существенным различием.
В фазе «полёта» тело фигуриста вращается вокруг оси, которая должна быть идеально выровнена от макушки до носков. Ноги — выпрямлены и плотно скрещены в области щиколоток, при этом колени и ступни направлены строго вперёд. Бёдра и плечи остаются ровными и параллельными льду. Чем больше у исполняемого прыжка оборотов — тем плотнее фигурист группируется в воздухе. В исследовании Анны Мазуркевич отмечается, что с увеличением количества оборотов также увеличивается продолжительность нахождения фигуриста в воздухе и высота прыжка. Наибольшая разница в длительности фазы «полёта» наблюдалась между 1A и 3A (12 %). Разница в высоте между прыжками с несколькими оборотами (2А и 3А) и 1А превышала 19 %.
Для правильного приземления прыжка фигуристу необходимо остановить вращение. Это достигается путём быстрого вытягивания рук и свободной ноги в позицию приземления. Несмотря на возможные вариации этой позиции, её обязательными характеристиками являются: параллельное положение бёдер, выпрямленная свободная нога, а также стабильное положение верхней части корпуса. Приземление выполняется на заднее внешнее ребро ноги, противоположной той, которая использовалась для отрыва ото льда. После приземления фигуристу важно сохранять центр тяжести над передней частью стопы, чтобы поддерживать плавное скольжение на внешнем ребре назад. Согласно исследованию Мазуркевич, с увеличением количества оборотов в прыжке увеличивалось время, необходимое для стабилизации.

## Варианты

### Прыжки менее чем в 1,5 оборота
Аксель в половину оборота известен под названием «перекидной», «вальсовый прыжок», «испанский прыжок» (англ. waltz jump). В этом прыжке не требуется плотная группировка, поэтому перекидной и относительно прост, и довольно красив. В современном фигурном катании применяется как связующий элемент или как часть прыжка в либелу.
Однооборотный прыжок с приземлением вперёд на левый зубец — правое ребро называют полуаксель (англ. half-axel).

### Одноногий аксель
Фигуристы исполняли также разновидность акселя с приземлением на ту же (опорную, а не маховую) ногу, так называемый «one-foot axel» («одноногий аксель»), вследствие чего появлялась возможность сделать его в каскаде (то есть без дополнительных шагов) с прыжком сальхов. Такой каскад исполняли лишь несколько фигуристов за всю историю фигурного катания: с двойным сальховом исполняли пары С. А. Жука Роднина — Зайцев и Черкасова — Шахрай, Г. МакКеллен (США), а в 1987—1990 американка Джил Тренери исполняла его даже с тройным сальховом). В первые годы существования Новой системы судейства одноногий аксель не засчитывался. В современных (2011) правилах это исправлено, но, как правило, невыгодно спортсмену (это один из примеров стандартизации фигурного катания вновь введённой системой).
Одноногий перекидной известен как «прыжок тройкой».